# Radio Oranje

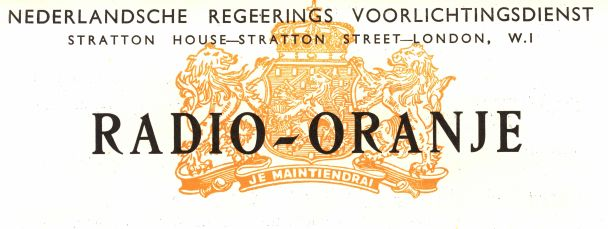
Logo von Radio Oranje

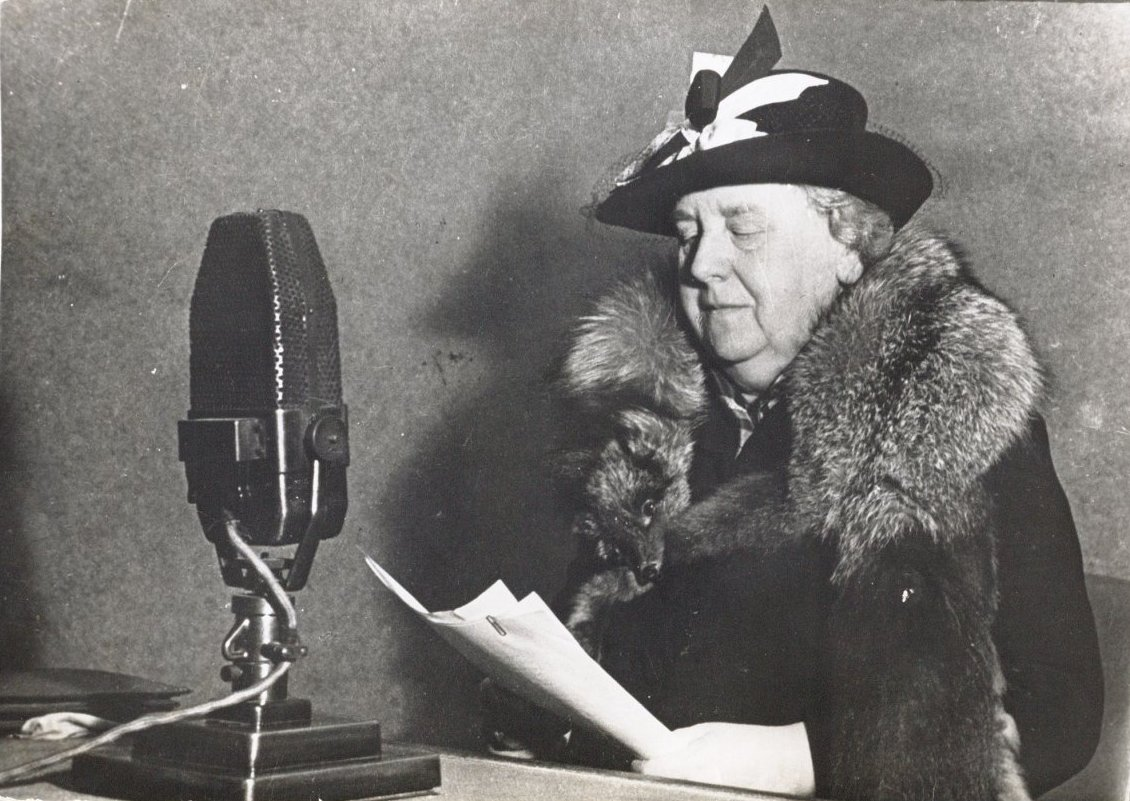
Königin Wilhelmina spricht auf Radio Oranje, 28. Juli 1940

Radio Oranje, „De stem van strijdend Nederland“ („Die Stimme der kämpfenden Niederlande“) war ein niederländischer Radiosender während der Zeit der deutschen Besatzung der Niederlande 1940–1945 und der offizielle Sender der Niederländischen Exilregierung, die 1940 nach London geflüchtet war.
Das Programm wurde täglich um 21 Uhr aus dem Londoner Stratton House ausgestrahlt und dauerte zunächst 15, später 30 Minuten. Die erste Ausstrahlung fand am 28. Juli 1940 statt und beinhaltete eine Ansprache von Königin Wilhelmina. Sie richtete hierüber im Lauf der Zeit insgesamt 34 Ansprachen an das niederländische Volk.

## Entstehung
Nachdem am 10. Mai 1940 Außenminister Eelco van Kleffens und Kolonialminister Charles Welter vor der bevorstehenden Kapitulation der niederländischen Streitkräfte nach London geflohen waren und am  13. Mai 1940 die königliche Familie, Ministerpräsident Pieter Sjoerds Gerbrandy und weitere Regierungsmitglieder folgten, entstand der Plan, einen Radiosender einzurichten, um dem Königshaus und der Exilregierung einen Kontakt mit dem Heimatland zu ermöglichen.
Das Radio war seit den 1930er Jahren zum Massenmedium geworden und selbst auf den Inseln und in den sehr ländlichen Gebieten der Niederlande war im Zweiten Weltkrieg ein Radioempfang möglich. Die deutschen Besatzer hatten das niederländische Mediensystem sofort gleichgeschaltet. Bevor im März 1941 alle Sender aufgelöst wurden, war der „Nederlandsche Omroep“ längst zum Propaganda-Instrument der Besatzer geworden und das zweite Massenmedium, der Zeitungsmarkt (120 Titel in einer Gesamtauflage von über 2 Millionen Exemplaren, viele mit einer Morgen- und Abendausgabe!) auf eine Handvoll stark zensierter Blätter reduziert. Entsprechend hoch war die Bedeutung eines eigenen Radiosenders zur Verbreitung von Informationen.
Der Diplomat Adriaan Pelt wurde mit den Verhandlungen mit der BBC betreut, wo er zunächst auf Widerstand stieß, da die BBC selbst seit dem 1. April 1940 ein tägliches Radioprogramm in die Niederlande ausstrahlte. Bald kam es aber doch zu einer Einigung. Der Sender wurde im Stratton House eingerichtet, ursprünglich ein Hotel, in dem die niederländische Exilregierung untergebracht war. Zum Direktor des Senders wurde Loe de Jong ernannt.
Am 28. Juli 1940 ging Radio Oranje erstmals auf Sendung. Königin Wilhelmina eröffnete das Programm mit einer Ansprache an die Bevölkerung in den besetzten Niederlanden. Sie neigte dazu, sich explizit auszudrücken; ihr Ausspruch „Slaat den Mof op zijn kop“ (Schlagt dem Mof auf den Kopf) ist den Niederländern noch immer in Erinnerung.

## Programm
Täglich durfte der Sender zunächst eine Viertelstunde, später eine halbe Stunde lang senden.  Die Erkennungsmelodie war das Geusenlied In naam van Oranje doe open de poort („Im Namen von Oranje: Öffnet die Pforten“). Neben Loe de Jong schrieb auch Jan de Hartog Ansprachen und Reden.
Die Tonaufnahmen der Sendungen waren bei der Ausstrahlung der Ansprachen auf Wachsplatten aufgenommen worden und blieben zum Großteil bis nach dem Kriegsende erhalten. In den 1950er Jahren wurden die Aufnahmen auf Band überspielt und schließlich digitalisiert. Heute befinden sich die Originale im Audio-Archiv des niederländischen Instituts für Bild und Ton. Die Originalmanuskripte der Ansprachen der Königin, in London auf einer Schreibmaschine getippt und durch die Engländer an manchen Stellen mit einem roten Stift zensiert, wurden nach Kriegsende veröffentlicht.
Über den Sender wurden auch verschlüsselte Nachrichten an niederländische Widerstandskämpfer durchgegeben.

## Radio Brandaris
Am 6. Mai 1941 nahm Radio Brandaris, benannt nach dem berühmten Leuchtturm auf der niederländischen Insel Terschelling, auf Initiative der BBC die Sendung auf. Der Sender richtete sich ursprünglich an die weltweit fahrenden niederländischen Seeleute und wurde von der niederländischen Regierung unterstützt, die den Journalisten Hendrik van den Broek und den Autor und Redakteur A. den Doolaard mit der Programmgestaltung beauftragten. Radio Brandaris wurde schnell populärer als Radio Oranje, weil auch Musik und Unterhaltungsprogramme gesendet wurden und auch die politischen Beiträge von den Hörern als engagierter eingeschätzt wurden. Am 2. November 1941 schlossen sich die Sender unter der Leitung von van den Broek zusammen. Am 1. September 1943 folgte ihm von A. den Doolaard nach, als van den Broek Radio Herrijzend Nederland übernahm.
Die bekannteste Sendung aus jener Zeit war das Kleinkunstprogramm de Watergeusen mit  Jetty Paerl, bald als Jetje van Radio Oranje landesweit bekannt. Ihr Vater, der Filmproduzent Jo Paer, schrieb die Texte. Das Programm wurde trotz seiner hohen Beliebtheit 1943 auf Wunsch der Exilregierung eingestellt, so wie auch immer wieder Eingriffe in die Inhalte der Aussendungen erfolgten.

## Anne Frank
Anne Frank erwähnt in ihrem Tagebuch verschiedene Male Radio Oranje. Der Sender spielte für sie und ihre Leidensgenossen eine wichtige Rolle, erfuhren sie über diesen Sender doch von wichtigen Ereignissen. Anne Frank verfolgte am 28. März 1943 auch die Ansprache des Erziehungsministers Gerrit Bolkestein der niederländischen Exilregierung, der zum Dokumentieren der Besatzungszeit in persönlichen Tagebüchern aufrief. Sie beschloss daraufhin, ihr Tagebuch zu überarbeiten und später zu veröffentlichen. In ihrem Eintrag vom 15. Juni 1943 erwähnt sie auch, dass die deutschen Besatzer seit Mai 1943 das Hören von Auslandssendern durch die Beschlagnahme von Radioempfängern zu unterbinden suchten.

## Rezeption
Im Rahmen des Radio Oranje Projects – einem Konzept in Zusammenarbeit zwischen der Human Media Interaction groep der Universität Twente, dem niederländischen Institut für Kriegsdokumentation (Nederlands Instituut voor Oorlogsdocumentatie, NIOD) und „Beeld en Geluid“ – wurden die über Radio Oranje gesendeten Ansprachen von Königin Wilhelmina aufgearbeitet und online recherchier- und abrufbar gemacht. Es handelt sich um 37 Tonaufnahmen mit begleitenden Texten.

## Radio Oranje heute
Es gibt mehrere Radiosender gleichen Namens, die allerdings mit dem historischen Sender nichts zu tun haben, unter anderem ein südafrikanischer und spanischer Sender. Radio Oranje NL ist ein Webradio und Radio Oranje ES ein 2009 von dem früheren Radiopiraten Lammert de Man gegründeter niederländisch-britisch-deutscher Feriensender an der spanischen Costa Blanca, der seit November 2009 neben der lokalen Ausstrahlung auch über das Internet empfangen werden kann.